# Inspektorat Grudziądz Armii Krajowej
Inspektorat Grudziądz Armii Krajowej – terenowa struktura Podokręgu Południowo-Wschodniego z Okręgu Pomorze Armii Krajowej.

## Struktura organizacyjna
Struktura organizacyjna podana za Atlas polskiego podziemia niepodległościowego:
- Obwód Grudziądz
- Obwód Chełmno
- Obwód Wąbrzeźno